# Deleni, Vâlcea
Deleni este un sat în comuna Stoenești din județul Vâlcea, Oltenia, România. Fostul nume al localității este Cacova.
 Acest articol despre o localitate din județul Vâlcea este deocamdată un ciot. Puteți ajuta Wikipedia prin completarea lui.